# Kéréna (Mali)
Pour les articles homonymes, voir Kéréna.
Kéréna est une localité et une commune du Mali de l'arrondissement central de Douentza, dans le cercle de Douentza et la région de Douentza.

## Villages
La commune s'étend sur deux localités relevées lors du recensement général de 2009 :
- Kéréna (2 774 habitants) ;
- Douma (1 129 habitants).